# Vision Quest (soundtrack)
Vision Quest je filmska glazba objavljena 12. veljače 1985. godine od izdavača Geffen Recordsom. U nekim zemljama poput Ujedinjenog Kraljevstva i Australije je promijenjen naziv u "Crazy for You" zbog planetarne popularnosti američke pjevačice Madonne koja pjeva 2 pjesme na CD-u, "Crazy for You" i "Gambler".

## Popis pjesama
1. "Only the Young" - Journey
2. "Change" - John Waite
3. "Shout to the Top" - The Style Council
4. "Gambler" - Madonna
5. "She's on the Zoom" - Don Henley - (s pratećim vokalom Belinde Carlisle)
6. "Hungry for Heaven" - Dio
7. "Lunatic Fringe" - Red Rider
8. "I'll Fall in Love Again" - Sammy Hagar
9. "Hot Blooded" - Foreigner
10. "Crazy for You" - Madonna